# Dia Mundial de Combate à AIDS

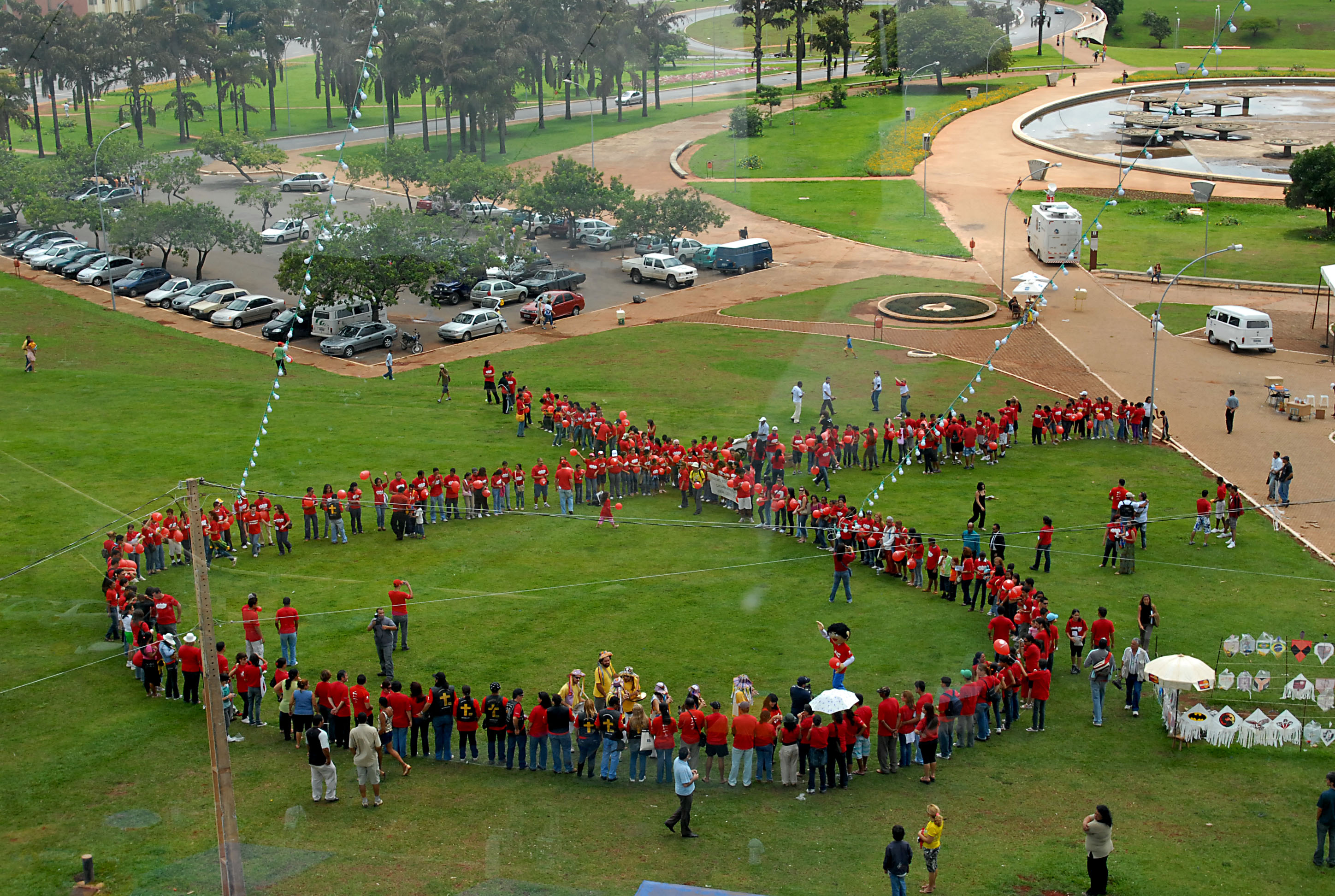
Dia Mundial de combate à AIDS, em Brasília.

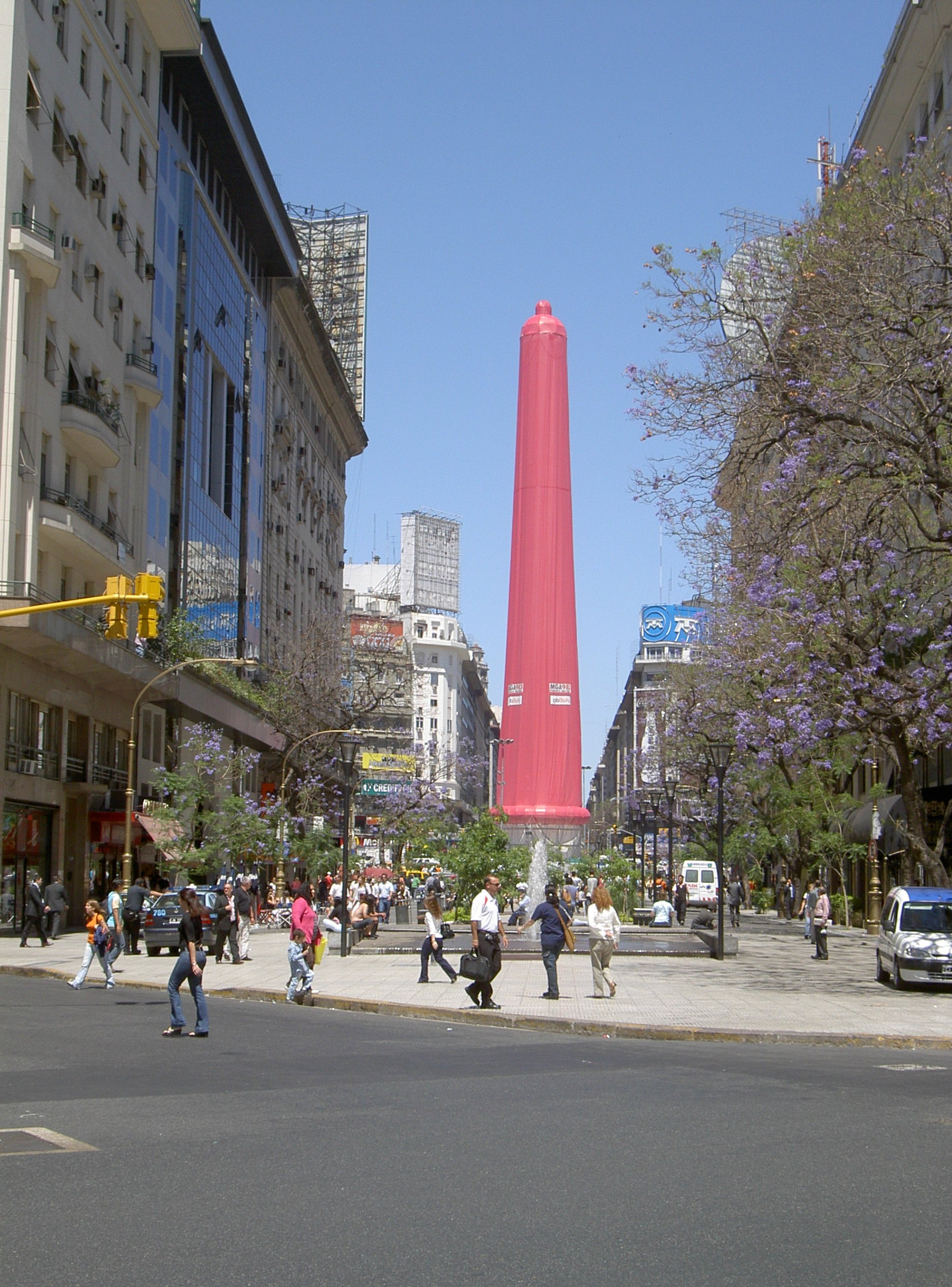
Dia Mundial de combate à AIDS, em Buenos Aires, Argentina.

O Dia Mundial de Combate à AIDS (português brasileiro) ou Dia Mundial de Luta Contra a SIDA (português europeu), internacionalmente definido como o dia 1° de dezembro, é uma data voltada para que o mundo una forças para a conscientização sobre a Síndrome da imunodeficiência adquirida (SIDA). Desde o final dos anos 80, tal dia vigora no calendário de milhares de pessoas ao redor do mundo.
É uma das 11 campanhas de saúde pública promovidas pela Organização Mundial de Saúde (OMS), junto ao Dia Mundial da Saúde, Dia Mundial do Dador de Órgãos, Dia Mundial da Imunização, Dia Mundial da Tuberculose, Dia Mundial sem Tabaco, Dia Mundial da Malária, Dia Mundial de Combate à Hepatite, Semana Mundial de Conscientização Antimicrobiana, Dia Mundial da Segurança do Paciente e Dia Mundial da Doença de Chagas.

## Estatísticas (dados 2016)
- Pessoas que vivem com HIV - 36,7 Milhões[3]
- Novos casos de infecção - 1,8 Milhões (5 000 novas infecções por dia)
- Mortes relacionadas com HIV - 1 Milhão
- Pessoas vivendo com HIV e acesso a antirretrovirais - 20,9 Milhões
- Pessoas que sabem que têm HIV - só 70% dos infectados sabem que têm a doença[4]